# پتر اندرسون
پتر اندرسون (انگلیسی: Peter Andersson؛ زادهٔ ۱۲ فوریهٔ ۱۹۵۳) یک هنرپیشه اهل سوئد است. وی از سال ۱۹۸۳ میلادی تاکنون مشغول فعالیت بوده‌است.
از فیلم‌ها یا برنامه‌های تلویزیونی که وی در آن نقش داشته است، می‌توان به دختری با خالکوبی اژدها، دختری که با آتش بازی کرد، جک رایان، جهان زیرین: جنگ‌های خونین، آخرین رقص و نورهای سوسوزننده اشاره کرد.